# العقيلة (ليبيا)
العقيلة هي بلدة ساحلية متوسطية في أقصى جنوب خليج السدرة في ليبيا، وكانت سابقا المركز الإداري لإحدى البلديات السابقة في ليبيا حاملة ذات الاسم، ثم صارت لاحقا تابعة لشعبية اجدابيا السابقة، وهي حاليا جزء من بلدية الواحات. وتشتهر العقيلة عالميا كونها أحد المواقع الشهيرة في الحرب العالمية الثانية في حملة شمال أفريقيا.

## تاريخ
العقيلة هي موقع بلدة أنابوكيس "Anabucis "  الرومانية ومن قبلها أوتومالا "Automala"  الإغريقية، وخلال فترة الاحتلال الإيطالي، كان قرب البلدة موقع لأحد المعتقلات الجماعية التي أنشأها المحتل في ليبيا والتي ضمت 10,000 معتقل قتل منهم الآلاف.

## الحرب العالمية الثانية

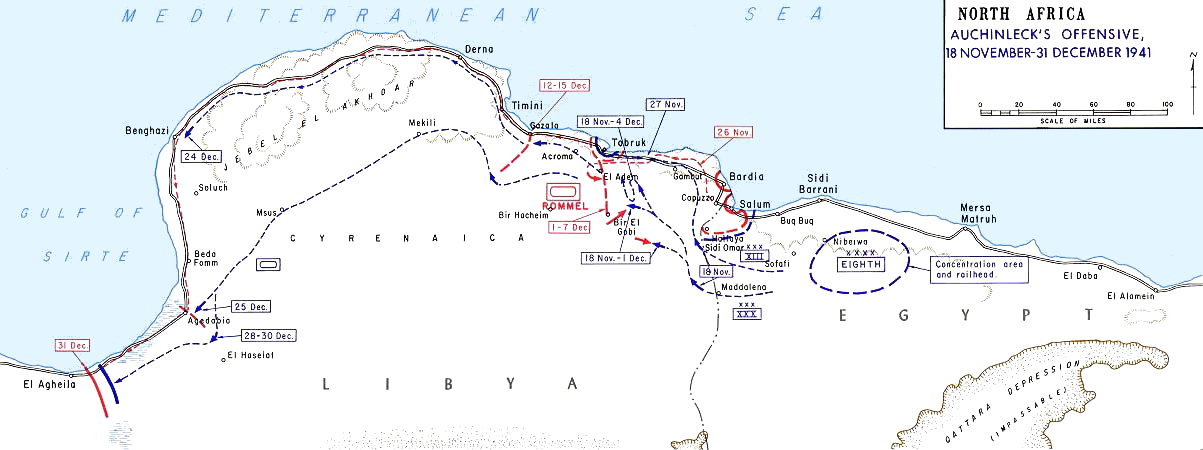
عملية كروسايدر في 18 نوفمبر 1941 - 31 ديسمبر 1941 وتبدو العقيلة في أقصى اليسار السفلي من الخريطة. (اضغط للتكبير)

في 9 فبراير 1941 احتلت ما عرفت باسم «قوات الصحراء الغربية» البريطانية العقيلة وذلك بعد قضائها على الجيش العاشر الإيطالي وذلك في عملة عرفت باسم معركة بيضافم، حيث توقف الجيش البريطاني هناك فيما انتقلت معظم تلك القوات البريطانية لتتعامل مع غزو قوات دول المحور لليونان.
- هذا أعطى الفرصة لفيلق أفريقيا الألماني بقيادة إرفين رومل للانقضاض على الجيش البريطاني وهزيمته وارغامه على التراجع حتى طبرق والحدود المصرية.
- قام روميل بتحصين العقيلة واستخدامها كقاعدة من أجل عملياته.

في ديسمبر 1941 تراجع الفيلق الأفريقي الألماني مجددا عقب «عملية كروسايدر» ليتقدم البريطانيون ويسيطروا على المدينة. وفي يناير 1942 أطلق رومل هجوما جديدا على المدينة في محاولة لاسترجاعها لينسحب البريطانيون مجددا حتى طبرق، وفي هذه المرة تمكن الألمان والإيطاليون من احتلال طبرق في معركة عين الغزالة وواصلوا تقدمهم باتجاه مصر وصولا حتى العلمين في يوليو 1942 حيث هزموا هناك في معركة العلمين الثانية في نوفمبر لينهار الفيلق الأفريقي ويتراجع وليتسلم الجيش البريطاني الثامن العقيلة للمرة الأخيرة في أواخر ديسمبر 1942 بعد انتصاره في معركة العقيلة.